# Léon Benouville (Maler)
François-Léon Benouville (* 30. März 1821 in Paris; † 16. Februar 1859 ebenda) war ein französischer Maler.
Léon Benouville studierte zunächst zusammen mit seinem Bruder Jean-Achille Benouville (1815–1891) bei François-Édouard Picot, bevor er 1837 zur École des Beaux-Arts wechselte. Ein Jahr später debütierte er im Pariser Salon. Ebenso wie sein Bruder erhielt er 1845 den Prix de Rome. Seine in Rom entstandenen Werke sind vom frühen Christentum beeinflusst und zeigen oftmals Darstellungen der Antike.
Zahlreiche seiner Bilder und Zeichnungen befinden sich im Besitz des Louvre, andere im Musée d’Orsay, im Musée des beaux-arts in Pau, im Musée de Brou in Bourg-en-Bresse sowie im Musée Fabre, Montpellier.
Für seine Ölgemälde werden heute auf dem Kunstmarkt bis zu 38.000 US-Dollar bezahlt.

## Galerie

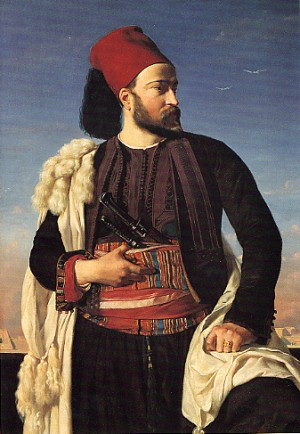
Leconte de Floris in ägyptischer Uniform („Portrait de Leconte de Floris en uniforme de l'armée égytienne“, 1840).
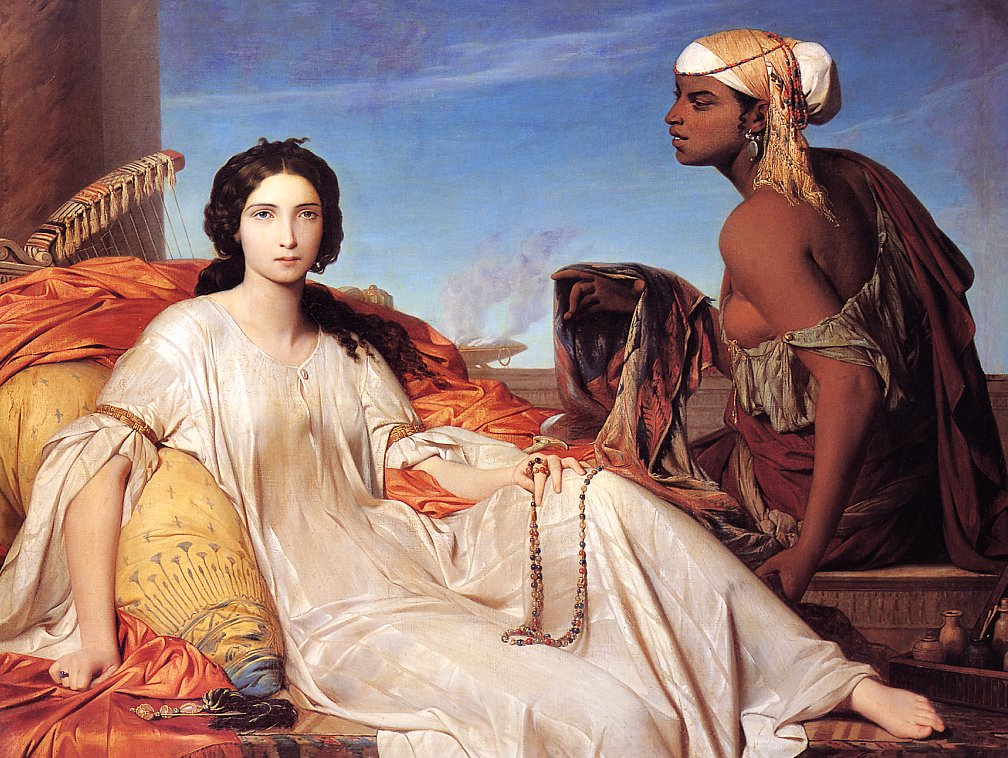
Esther oder Odaliske („Esther ou Odalisque“, 1844).
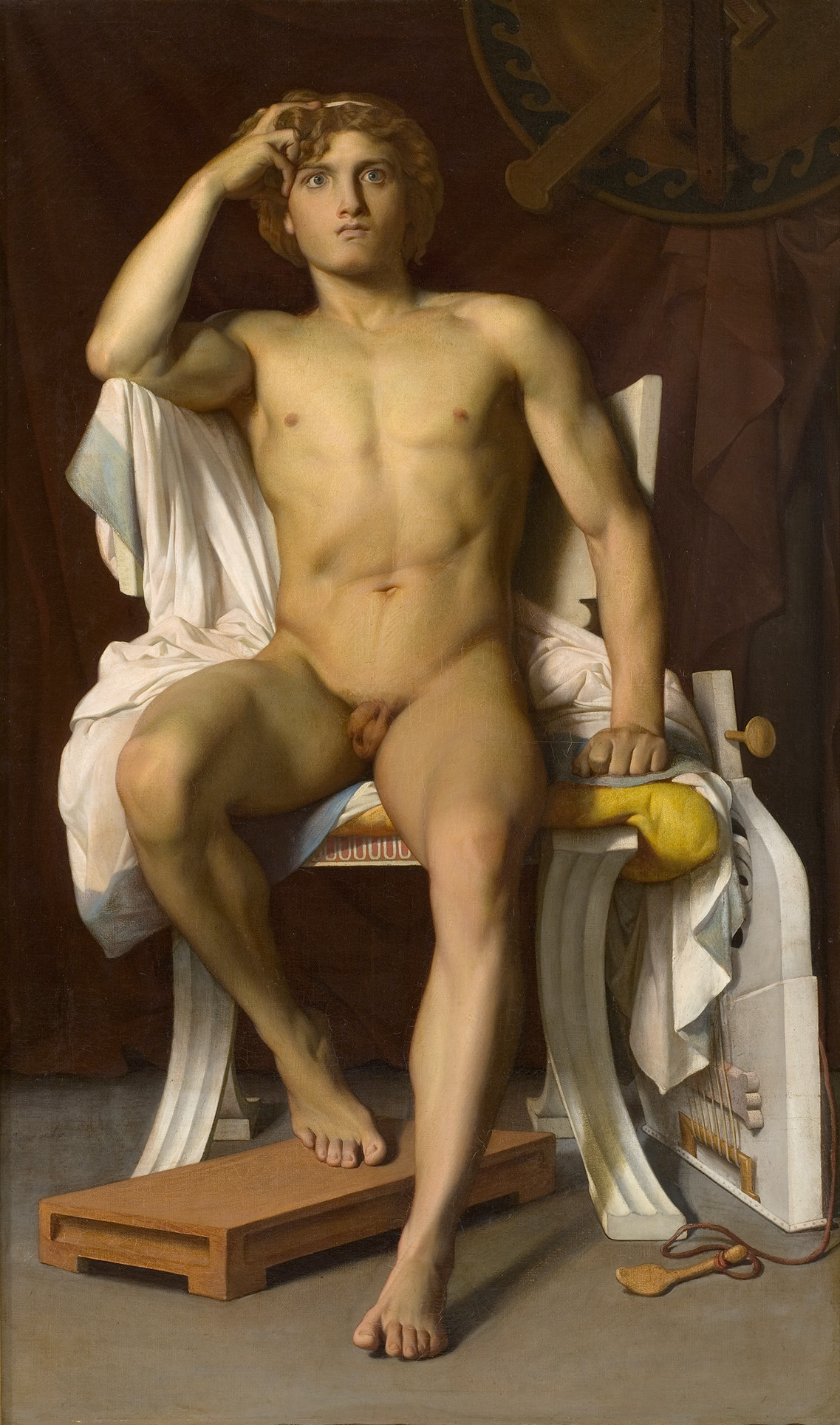
Der Zorn des Achilles („La colère d′Achille“, 1847).